# 3-methylmethcathinon
3-methylmethcathinon, ook bekend onder de namen 3-MMC, 3MMC, metafedron,, miauw en poes is een designerdrug uit de cathinongroep. 3MMC is in zijn chemische structuur nauw verwant aan de eerder bekende drug mefedron (4MMC). Om deze reden is 3MMC als structuurisomeer ervan in veel landen die mefedron verboden hebben ook een illegale stof. Sinds 28 oktober 2021 is de stof illegaal in Nederland. 3MMC komt echter nog steeds als partydrug voor als alternatief voor mefedron. De stof is voor het eerst als zodanig in 2012 beschreven en verkocht in Zweden.
In tegenstelling tot andere (illegale) drugs is 3MMC ook getest in grotere zoogdieren, waardoor veel meer over de werking van deze drug bekend is dan over andere synthetische drugs. 3MMC is een substraat voor monoamine-transporteiwitten die in staat zijn de opname van noradrenaline te verhinderen en het vertoont een meer uitgesproken  dopaminerge vs.  serotonerge activiteit.

## Geschiedenis
Het voorkomen van 3MMC is voor het eerst vastgesteld in Zweden in 2012. Het werd gemaakt nadat in veel landen het verwante mefedron (4MMC) illegaal werd. Omdat 3 mmc afgeleid is van 4 mmc, een drugsoort die ook wel ‘miauw miauw’ wordt genoemd, worden 3 mmc en 4 mmc vaak met elkaar verward. Het werd verkocht als chemische stof voor researchdoeleinden, meestal in poedervorm. Er is geen medische toepassing van 3MMC beschreven. Er is een aantal dodelijke vergiftigingsgevallen in relatie met 3MMC beschreven, het aantal gevallen waarbij het alleen om 3MMC gaat is echter klein.

## Chemische structuur
3-methylmethcathinon (3-MMC) wordt volgens IUPAC-regels benoemd als: 2-(methylamino)-1-(3-methylfenyl)propan-1-on en het is een cathinonderivativaat, een synthetische vorm van fenylethylamines waartoe ook adrenaline behoort. 3-MMC heeft een cathinon-basisstructuur met een methyl-substituent aan C3 van de benzeenring, waardoor het een structuurisomeer is van mefedron, waarbij de methylgroep aan C4 zit.
3-MMC heeft een chiraal centrum op het koolstof-atoom tussen de ketongroep en de aminegroep. Er bestaan dus twee enantiomeren van, de R- en S-vorm. In verband met zijn structurele verwantschap met cathinon wordt aangenomen dat de S-vorm de meer actieve vorm van 3MMC is. Nader onderzoek is hier echter nog nodig.

## Synthese
Er zijn meerdere syntheseroutes beschikbaar voor 3MMC. Een van de routes verloopt via een grignardreactie van 3-methylbenzaldehyde (I) met ethylmagnesiumbromide en oxidatie met pyridiniumchlorochromaat (PCC) van het gevormde product (II), geeft 1-(3-methylfenyl)-propan-1-on (III). Met broom in aanwezigheid van waterstofbromide wordt dit omgezet in een broomketon (IV), dat vervolgens met methylamine in ether omgezet wordt in de vrije base 3MMC (V). Deze wordt met waterstofchloride, ook in ether, omgezet in het chloride (VI) dat als poeder goed hanteerbaar is.

## Reacties
Van 3MMC zijn geen eenvoudige reacties bekend waarin het omgezet wordt in illegale stoffen.

## Beschikbare vormen
De meest gebruikelijke vormen van 3MMC zijn een wit, kristallijn poeder of witte kristallen. Soms wordt het aangeboden in de vorm van capsules, gevuld met 3MMC. De enantiomere zuiverheid is in bijna alle gevallen onbekend.

## Werkingsprincipe
Vastgesteld is dat 3MMC het transportmechanisme blokkeert van noradrenaline, serotonine en dopamine. De remming door 3MMC van serotonine en noradrenaline en vooral dat van dopamine is sterker dan dat van 4MMC (mefedron). De werking lijkt daarmee vooral op een amfetamine-achtige drug.
3MMC bindt sterk aan serotonine 5-HT1A-, 5-HT2A- en 5-HT2C-receptoren. Daarnaast treedt zwakke binding op aan de α1A en α2A adrenalinereceptoren.

## Metabolisme
Het metabolisme van 3MMC is (juni 2021) nog niet volledig opgehelderd. Uit haaranalyse (van een drugsdealer) is het bekend dat adrenaline en noradrenaline metabolieten zijn van 3-methyladrenaline en 3-methylnoradrenaline. Een mogelijke metabole route verloopt dan via β-keto-reductie, gevolgd door N-demethylering.

## Gebruik
In het algemeen wordt 3MMC opgenomen via inhaleren, injectie of doorslikken. Herhaald gebruik in één sessie, vaak via verschillende manieren, wordt ook gezien. De doses voor merkbare invloed, licht effect, effect, sterk effect en zwaar effect verlopen via 50 mg, 50 - 150 mg, 150 - 250mg, 250 - 350 mg en 350 mg respectievelijk. De drug blijft 4 - 6 uur actief, met een piek van 2 - 3 uur lang.

## Effecten
De beoogde effecten van 3MMC omvatten stimulatie, spontane lichamelijke ervaringen, vergroting van empathie, euforie, affectie, geluksgevoel en een toegenomen waardering voor muziek. Deze effecten zijn gelijk aan veel andere drugs en amfetamines.
De negatieve effecten lopen uiteen van stotteren, vermoeidheid, wartaal, verlaagd niveau van bewustzijn, depressie, agressie, delier en verwarring, dubbel zien, concentratieproblemen, hoofdpijn, dehydratie, hallucinaties. Daarnaast worden ernstigere effecten beschreven als een verlaagde natriumwaarde in bloed, extreem zweten, koorts, rabdomyolyse. Chronisch gebruik van 3MMC kan ertoe leiden dat relaties met vrienden, partner en familie verloren gaan.

## Giftigheid
In de literatuur zijn slechts enkele gevallen beschreven van overdosis. Het ging hierbij om bloedwaarden van 3MMC tussen 249 en 1600 ng/mL voor 3-MMC. Door de grote spreiding in de waarden is moeilijk een grens aan te geven voor een fatale dosis. De manier waarop de drug gebruikt werd en de overdosis hebben geen relatie. De meest waarschijnlijke oorzaak van het grote concentratiebereik is de instabiliteit van de drug.

## Effecten bij dieren
In dieren heeft 3MMC een tamelijk hoge absorptie-snelheid met een piek die al na 5 tot 10 minuten na orale toediening wordt bereikt. Het heeft een plasma-halfwaardetijd van 0,8 uur. De biologische beschikbaarheid was ongeveer 7%. 24 uur na orale inname waren bloedwaarden niet meer meetbaar. Daarnaast veroorzaakte 3MMC een verandering in het voedingspatroon van de dieren, wat vaak na verloop van tijd leidde tot gewichtstoename. De waarden van dierexperimenten kunnen moeilijk worden geëxtrapoleerd naar mensen vanwege het kleine aantal experimenten, gebrek aan gegevens en de lage gebruikte doses.

## Wettelijke status
ChinaIn China (oktober 2015) is 3MMC een illegale stof.
Tsjechië3MMC is verboden in Tsjechië.
UNODC3MMC staat volgens een review niet op de lijst van drugs.
Nederland3MMC was legaal in Nederland als research chemical (volgens de Warenwet). Sinds 28 oktober 2021 is deze stof illegaal in Nederland. Productie, handel en bezit van deze designerdrug is sindsdien strafbaar. Het verbod volgde op berichten in de media en rapporten van instellingen uit de verslavingszorg over een verontrustend geachte toename van gebruik van 3-MMC, met name onder jongeren, en een stijging van het aantal gezondheidsincidenten. Bij dit verbod werd tevens de aankondiging herhaald van een breder verbod op designerdrugs, ofwel NPS (nieuwe psychoactieve stoffen). Zodra een individuele designerdrug onder de Opiumwet wordt verboden, is het nu nog mogelijk dat drugsproducenten een nieuwe drug maken met een net iets andere samenstelling (molecuulstructuur), waardoor die nieuwe drug vooralsnog legaal op de markt kan komen, bijv. de chemisch verwante stoffen 2-methylmethcathinon (2-MMC) en 3-chloormethcathinon (3-CMC) in plaats van 3-methylmethcathinon. Met een generiek verbod voor hele stofgroepen met dezelfde chemische basisstructuur die onder de Opiumwet kunnen worden gebracht, zouden dan vele designerdrugs bij voorbaat worden verboden, ongeacht de specifieke samenstelling.